# Demografia Norvegiei

Statistica numărului de locuitori ai Norvegiei în perioada 1735–2017, în milioane.

Populația Norvegiei numără aproximativ 5,2 milioane de locuitori. Majoritatea norvegienilor sunt norvegieni etnici (un grup etnic indigen din nordul Europei și alte țări scandinave). Populația sami se întâlnește în general în zonele centrale și de nord ale Norvegiei și Suediei, precum și nordul Finlandei și în Rusia, pe Peninsula Kola. O altă minoritate națională o reprezintă populația kven, descendentă a poporului finlandez, ce s-a mutat în nordul Norvegiei din secolul al XVIII-lea până în secolul al XX-lea. Atât populația sami cât și populația kven au fost supuse unei puternici politici de asimilare de către guvernul norvegian, din secolul al XIX-lea până în 1970.
Datorită acestui proces de „norvegizare” multe familii de origine sami și kven acum se autoidentifică cu etnia norvegiană. Acest fapt, combinat cu o lungă istorie de conviețuire a populației sami și a popoarelor germanice de nord pe peninsula scandinavă, face ca afirmațiile privind statistica populațiilor etnice sa fie mai puțin exacte decât se sugerează de obicei. Alte grupuri recunoscute ca minorități naționale sunt evreii, skogfinner („finlandezii de pădure”) și rromii.
Până în 1975 Norvegia a dus o politică de liberă imigrație, ceea ce a dus la un val de imigranți din Iugoslavia, Turcia, Maroc, India și Pakistan, iar țările nordice au un sistem de piață de muncă comună din 1954, care a dus la un val de imigranți din această regiune.
În ultimii ani imigrația a influențat creșterea populației cu procente mai ridicate de 50 % din creșterea totală. Conform statisticilor Norvegiei (SSB), un recod de 612.000 de imigranți au sosit în țară în anul 2007, cu 35 % mai mult decât în 2006. La începutul anului 2010 552.313 persoane din Norvegia au fost înregistrate ca având fond de imigrație (imigranți propriu-ziși sau născuți din părinți imigranți), cuprinzând 11,4 % din totalul populației. 210.725 persoane au fost din țările occidentale (UE / SUA / Canada / Australia / Noua Zeelandă) și 341.588 erau din alte țări. Cele mai mari grupuri de imigranți sunt polonezi, suedezi, pakistanezi, irakieni, somalezi, germani, vietnamezi și danezi.
Norvegienii de origine pakistaneză sunt cel mai mare grup minoritar din Norvegia iar majoritatea lor, 31.000 de persoane, locuiesc în și în apropiere de Oslo. Imigrația cetățenilor de origine irakiană a arătat o creștere în ultimii ani. După extinderea Uniunii Europene din anul 2004 a existat un aflux de imigranți din Europa Centrală și de Est, în special din Polonia. Cea mai mare creștere de imigranți a fost în 2007 din Polonia, Germania, Suedia, Lituania și Rusia.
Conform recensămîntului din 2006 din SUA există aproximativ 4,7 milioane de americani cu origine norvegiană, aceasta fiind aproximativ egal cu populația actuală a Norvegiei. La recensământul din 2006 din Canada 432.515 cetățeni canadieni au susținut că sunt de origine norvegiană; cifra reprezintă 1,4 % din populația Canadei.

## Religia
Marea majoritate a norvegienilor (77 %) aparțin de biserica de stat („Den norske kirke”), 1,7 % sunt musulmani, 1,7 % sunt umaniști („Human-Etisk Forbund”), iar 1,1 % sunt romano-catolici. Cu toate acestea, doar 20% din norvegieni spun că religia ocupă un loc important în viața lor (potrivit unui sondaj Gallup 2009), al patrulea cel mai scăzut procent din lume (doar Estonia 14%, Suedia 17% și Danemarca 18% având procente mai mici). La începutul anilor 1990, s-a estimat că între 4,7% - 5,3% dintre norvegieni participau la slujba religioasă săptămânal. Această cifră a scăzut la aproximativ 2%, cel mai mic procent din Europa - potrivit datelor din 2009 și 2010.